# Рицарят на Седемте кралства (сериал)
Рицарят на Седемте кралства (на английски: A Knight of the Seven Kingdoms) е предстоящ американски фентъзи драматичен сериал, създаден от Джордж Р. Р. Мартин. Сериалът е предистория на Игра на тронове (2011 – 2019), третата телевизионна продукция на поредицата Песен за огън и лед на Мартин и е базиран на новелата Странстващият рицар от сборника Рицарят на Седемте кралства. В сериала участват Питър Клафи в ролята на сър Дънкан Високия и Декстър Сол Ансел в ролята на Ег.
Премиерата на сериала е насрочена за началото на 2026 г. по Ейч Би О и ще се състои от шест сезона.

## Сюжет
Историята се развива 90 години преди събитията в „Игра на тронове“ и около 100 години след събитията в „Домът на дракона“.

## Актьорски състав

### Главен
- Питър Клафи – Дънк / сър Дънкан Високия
- Декстър Сол Ансел – Ег / Егон Таргариен
- Фин Бенет – Ерион Таргариен
- Бърти Карвел – Белор Таргариен
- Танзин Кроуфорд – Танзел
- Даниел Ингс – Лайънел Баратеон
- Сам Спруел – сър Мекар Таргариен
- Едуард Ашли – сър Стефан Фосоуай